# Alegoría de la orden de la Camáldula (El Greco)

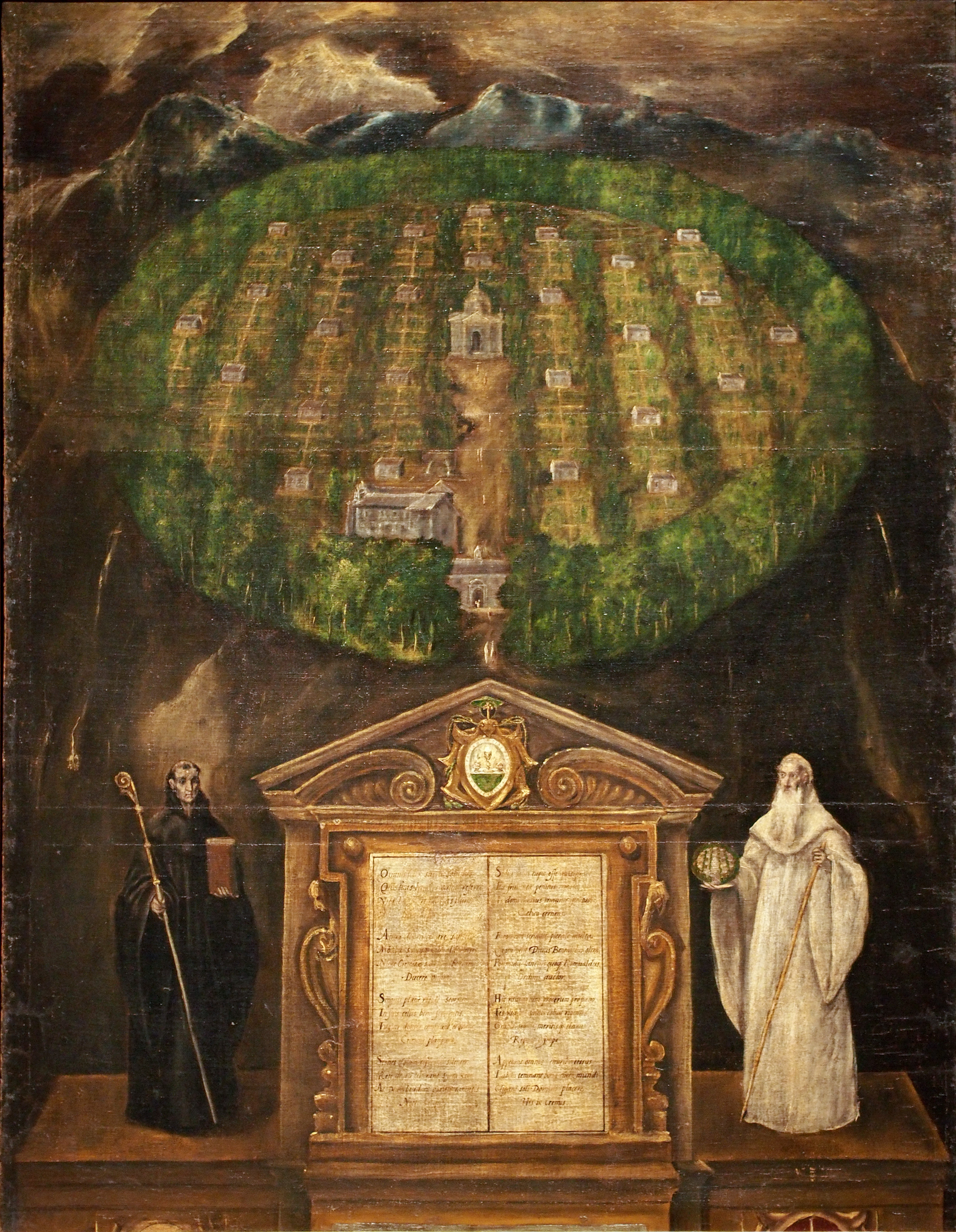
Versión del Museo del Patriarca

Alegoría de la orden de la Camáldula, es el tema de dos lienzos del Greco, muy similares, cuya composición consta de un paisaje en la parte superior y de la representación de los dos santos fundadores de esta orden religiosa, en la parte inferior.

## Introducción
La orden de la Camáldula es una rama reformada de la orden de San Benito —fundada por san Romualdo en 1024-1025— que trataba unir las tradiciones eremítica y cenobítica. En 1597 Juan de Castañiza pidió permiso a Felipe II para establecer en España dicha orden. Aunque la petición fracasó, se publicó en Madrid una historia de los camaldulenses. Sánchez Cantón sugirió que quizá Juan de Castañiza o sus patrocinadores encomendaron estos dos lienzos al Greco, como parte de la documentación presentada a Felipe II.

## Análisis de las obras
En estas pinturas el Greco representa a los dos santos fundadores, así como a la primitiva comunidad monástica camaldulense. Quizás Juan de Castañiza proporcionó al Greco un grabado o un dibujo de la primitiva comunidad —en Camaldoli, en la Toscana— pero el pintor desarrolló el tema con gran libertad, logrando una composición muy personal.
En la parte inferior de la composición se representan Benito de Nursia —a la izquierda, con hábito negro— y San Romualdo —a la izquierda, con hábito blanco— ambos con un canon alargado y una gran calidad pictórica. Muestran sus respectivos atributos, flanqueando una estructura arquitectónica donde hay textos alojados en las puertas, lo que contribuye a dar a Con una perspectiva propia de las representaciones emblemáticas, el Greco representó un campo con celdas monacales individuales, distribuidas a distancias regulares alrededor de un templo, dando una calidad "primitiva" a este paisaje, que por otra parte tiene un gran naturalismo en sus cualidades y sus luces. En la parte superior se representan montañas, con luces y sombras intensas y efectistas, que no llegan a contrastar con el resto del cuadro, ya que ocupan poco espacio. En conjunto, esta peculiar composición ofrece el aspecto de un grabado, o casi como del frontispicio de un libro.

### Versión del Museo del Patriarca

#### Datos técnicos y registrales
- Pintura al óleo sobre lienzo;
- 138 x 108 cm.; 1597 ca.;
- Museo del Patriarca, Valencia;
- Catalogado por Wethey con el número 118 y por Gudiol con el 167.[6]

#### Descripción de la obra
De acuerdo con Harold Wethey, en este lienzo El Greco representó tanto la separación de las celdas como la ornamentación del tabernáculo de una forma más cuidadosa que en la versión de Madrid. El paisaje circular verde, con celdas de color azul muy claro, está pintado con mucha libertad y ejecución ilusionista. Un celaje de tormenta aparece sobre las montañas azules y blancas.

### Versión del Instituto de Valencia de don Juan

#### Datos técnicos y registrales
- Pintura al óleo sobre lienzo;
- 124 x 90 cm.; 1597 ca.;
- Instituto Valencia de Don Juan, Madrid;
- Catalogado por Wethey con el número 119y por Gudiol con el 166.[7]

#### Descripción de la obra
Este lienzo ha sido limpiado y restaurado de forma considerable. Las palabras escritas bajo el dicen "Erimiticae vitae descriptio". El escudo situado bajo san Benito fue identificado por Sánchez Cantón como el de los Condes de los Arcos y Añover, grandes señores de Toledo y posibles patrocinadores de la introducción de la orden de la Camáldula. El escudo situado bajo San Romualdo no ha podido ser identificado.